# Supercoppa Italiana
Supercoppa Italiana (hrv. Talijanski superkup) talijanski je nogometni superkup, koji počinje u predsezoni.
U tom natjecanju susdjeluje pobjednik Serie A i osvajač Talijanskog kupa protekle sezone, a služi kao uvertira novoj sezoni. Godine 1993. i 2003. natjecanje je održano u SAD-u, u Washingtonu, odnosno New York Cityju, u Tripoliju 2002., u Peking 2009., 2011. i 2012., u Dohu 2014. i 2016., u Šangaju 2015., u Džedi 2018., i u Rijadu 2019., 2022., 2023. i 2024.
Trenutačno Juventus F.C. ima najviše puta podignut ovaj trofej, čak devet puta od kada postoji ovo natjecanje (od 1988.). Inter i Milan imaju osam, dok Lazio ima pet trofeja.

## Osvajači

### Format s dvije momčadi
| Godina | Prvak Serie A | Rezultat       | Osvajač ili finalist Coppa Italije | Strijelci                                                | Stadion                                            | Broj gledatelja |
| ------ | ------------- | -------------- | ---------------------------------- | -------------------------------------------------------- | -------------------------------------------------- | --------------- |
| 1988.  | Milan         | 3:1            | Sampdoria                          | Rijkaard, van Basten, Mannari Vialli                     | San Siro, Milano                                   | 19.412          |
| 1989.  | Inter         | 2:0            | Sampdoria                          | Cucchi, Serena                                           | San Siro, Milano                                   | 7221            |
| 1990.  | Napoli        | 5:1            | Juventus                           | Careca (2), Silenzi (2), Crippa Baggio R.                | San Paolo, Napulj                                  | 62.404          |
| 1991.  | Sampdoria     | 1:0            | Roma                               | Mancini                                                  | Luigi Ferraris, Genova                             | 21.120          |
| 1992.  | Milan         | 2:1            | Parma                              | van Basten, Massaro Melli                                | San Siro, Milano                                   | 30.102          |
| 1993.  | Milan         | 1:0            | Torino                             | Simone                                                   | RFK, Washington, D.C.                              | 25.268          |
| 1994.  | Milan         | 1:1 (3:2) pen. | Sampdoria                          | Gullit Mihajlović                                        | San Siro, Milano                                   | 26.767          |
| 1995.  | Juventus      | 1:0            | Parma                              | Vialli                                                   | delle Alpi, Torino                                 | 5289            |
| 1996.  | Milan         | 1:2            | Fiorentina                         | Batistuta (2) Savićević                                  | San Siro, Milano                                   | 29.582          |
| 1997.  | Juventus      | 3:0            | Vicenza                            | Inzaghi (2), Conte                                       | delle Alpi, Torino                                 | 16.157          |
| 1998.  | Juventus      | 1:2            | Lazio                              | Nedvěd, S. Conceição Del Piero                           | delle Alpi, Torino                                 | 16.500          |
| 1999.  | Milan         | 1:2            | Parma                              | Crespo, Boghossian Guglielminpietro                      | San Siro, Milano                                   | 25.001          |
| 2000.  | Lazio         | 4:3            | Inter                              | López (2), Mihajlović, Stanković Keane, Farinós, Vampeta | Olimpico, Rim                                      | 61.446          |
| 2001.  | Roma          | 3:0            | Fiorentina                         | Candela, Montella, Totti                                 | Olimpico, Rim                                      | 61.050          |
| 2002.  | Juventus      | 2:1            | Parma                              | Del Piero (2) Di Vaio                                    | June 11, Tripoli                                   | 40.000          |
| 2003.  | Juventus      | 1:1 (5:3) pen. | Milan                              | Pirlo Trezeguet                                          | Giants Stadium, East Rutherford                    | 54.128          |
| 2004.  | Milan         | 3:0            | Lazio                              | Ševčenko (3)                                             | San Siro, Milano                                   | 33.274          |
| 2005.  | Juventus      | 0:1 pr.        | Inter                              | Verón                                                    | delle Alpi, Torino                                 | 35.246          |
| 2006.  | Inter         | 4:3 pr.        | Roma                               | Vieira (2), Crespo, Figo Mancini, Aquilani (2)           | San Siro, Milano                                   | 45.528          |
| 2007.  | Inter         | 0:1            | Roma                               | De Rossi (P)                                             | San Siro, Milano                                   | 34.898          |
| 2008.  | Inter         | 2:2 (6:5) pen. | Roma                               | Muntari, Balotelli De Rossi, Vučinić                     | San Siro, Milano                                   | 43.400          |
| 2009.  | Inter         | 1:2            | Lazio                              | Eto'o Matuzalém, Rocchi                                  | Nacionalni stadion u Pekingu, Peking               | 68.961          |
| 2010.  | Inter         | 3:1            | Roma                               | Eto'o (2), Pandev Riise                                  | San Siro, Milano                                   | 65.860          |
| 2011.  | Milan         | 2:1            | Inter                              | Ibrahimović, Boateng Sneijder                            | Nacionalni stadion u Pekingu, Peking               | 80.000          |
| 2012.  | Juventus      | 4:2 (pr.)      | Napoli                             | Asamoah, Vidal, Maggio (ag.), Vučinić Cavani, Pandev     | Nacionalni stadion u Pekingu, Peking               | 80.000          |
| 2013.  | Juventus      | 4:0            | Lazio                              | Pogba, Chiellini, Lichtsteiner, Tévez                    | Olimpico, Rim                                      | 57.000          |
| 2014.  | Juventus      | 2:2 (5:6) pen. | Napoli                             | Tévez (2) Higuaín (2)                                    | Jassim bin Hamad Stadium, Doha                     | 14.000          |
| 2015.  | Juventus      | 2:0            | Lazio                              | Mandžukić, Dybala                                        | Shanghai Stadium, Shanghai                         | 20.000          |
| 2016.  | Juventus      | 1:1 (3:4) pen. | Milan                              | Chiellini Bonaventura                                    | Jassim bin Hamad Stadium, Doha                     | 11.356          |
| 2017.  | Juventus      | 2:3            | Lazio                              | Dybala (2) Immobile (2), Murgia                          | Olimpico, Rim                                      | 52.000          |
| 2018.  | Juventus      | 1:0            | Milan                              | Ronaldo                                                  | King Abdullah Sports City, Džeda                   | 61.235          |
| 2019.  | Juventus      | 1:3            | Lazio                              | Dybala Alberto, Lulić, Cataldi                           | King Saud University Stadium, Rijad                | 23.361          |
| 2020.  | Juventus      | 2:0            | Napoli                             | Ronaldo, Morata                                          | Mapei Stadium – Città del Tricolore, Reggio Emilia | 0               |
| 2021.  | Inter         | 2:1            | Juventus                           | Martínez, Sánchez McKennie                               | San Siro, Milano                                   | 29.696          |
| 2022.  | Milan         | 0:3            | Inter                              | Dimarco, Džeko, Martínez                                 | King Saud University Stadium, Rijad                | 51.357          |

### Format s četiri momčadi
| Godina | Osvajač | Rezultat | Finalist | Polufinalisti       | Strijelci                                    | Stadion                             | Broj gledatelja |
| ------ | ------- | -------- | -------- | ------------------- | -------------------------------------------- | ----------------------------------- | --------------- |
| 2023.  | Inter   | 1:0      | Napoli   | Fiorentina i Lazio  | Martínez                                     | King Saud University Stadium, Rijad | 24.900          |
| 2024.  | Milan   | 3:2      | Inter    | Atalanta i Juventus | Hernandez, Pulišić, Abraham Martínez, Taremi | King Saud University Stadium, Rijad | 24.841          |

## Statistika po klubovima
| Klub       | Osvajač | Finalist | Godina osvajanja                                              | Godina finala                                          |
| ---------- | ------- | -------- | ------------------------------------------------------------- | ------------------------------------------------------ |
| Juventus   | 9       | 8        | 1995., 1997., 2002., 2003., 2012., 2013., 2015., 2018., 2020. | 1990., 1998., 2005., 2014., 2016., 2017., 2019., 2021. |
| Inter      | 8       | 5        | 1989., 2005., 2006., 2008., 2010., 2021., 2022., 2023.        | 2000., 2007., 2009., 2011., 2024.                      |
| Milan      | 8       | 5        | 1988., 1992., 1993., 1994., 2004., 2011., 2016., 2024.        | 1996., 1999., 2003., 2018., 2022.                      |
| Lazio      | 5       | 3        | 1998., 2000., 2009., 2017., 2019.                             | 2004., 2013., 2015.                                    |
| Roma       | 2       | 4        | 2001., 2007.                                                  | 1991., 2006., 2008., 2010.                             |
| Napoli     | 2       | 3        | 1990., 2014.                                                  | 2012., 2020., 2023.                                    |
| Sampdoria  | 1       | 3        | 1991.                                                         | 1988., 1989., 1994.                                    |
| Parma      | 1       | 3        | 1999.                                                         | 1992., 1995., 2002.                                    |
| Fiorentina | 1       | 1        | 1996.                                                         | 2001.                                                  |
| Torino     | 0       | 1        |                                                               | 1993.                                                  |
| Vicenza    | 0       | 1        |                                                               | 1997.                                                  |

| Nogomet u Italiji                | Nogomet u Italiji                                                                                     |
| -------------------------------- | --- |
|                                  | |
| Talijanski nogometni savez       | |
|                                  | |
| Reprezentacije                   | Reprezentacija • U-21                                                                                 |
|                                  | |
| Ligaška natjecanja               | Serie A • Serie B • Serie C1 (2 divizije) • Serie C2 (3 divizije) • Serie D (9 divizija)              |
|                                  | |
| Kup natjecanja                   | Coppa Italia • Supercoppa Italiana • Coppa Italia Serie C • Supercoppa Serie C1 • Supercoppa Serie C2 |
|                                  | |
| Popis klubova • Popis nogometaša | |

| Nogomet u Italiji                | Nogomet u Italiji                                                                                     |
| -------------------------------- | --- |
|                                  | |
| Talijanski nogometni savez       | |
|                                  | |
| Reprezentacije                   | Reprezentacija • U-21                                                                                 |
|                                  | |
| Ligaška natjecanja               | Serie A • Serie B • Serie C1 (2 divizije) • Serie C2 (3 divizije) • Serie D (9 divizija)              |
|                                  | |
| Kup natjecanja                   | Coppa Italia • Supercoppa Italiana • Coppa Italia Serie C • Supercoppa Serie C1 • Supercoppa Serie C2 |
|                                  | |
| Popis klubova • Popis nogometaša | |